# Federazione Internazionale dei Cine Club
La Federazione Internazionale dei Cine Club, anche conosciuta con l'acronimo FICC, nata nel 1947 durate la prima edizione del Festival di Cannes con il nome francese Féderation Internationalle des Ciné-clubs (FICC) e conosciuta anche con il nome inglese International Federation of Film Societies (IFFS) e spagnolo Federación Internacional de Cine Clubes (FICC) è una associazione non a scopo di lucro volta a favorire e facilitare gli interscambi internazionali tra i singoli circuiti di Cine Club nazionali di tutto il mondo.
La Federazione Internazionale dei Cine Club lavora soprattutto nel campo della divulgazione della settima arte in Europa ed all'estero, cercando di facilitare l'accesso alle arti ed alla cultura cinematografica per tutti i popoli del mondo.